# Andreas Fleischmann (Kupferstecher)
Johann Andreas Fleischmann (* 5. November 1811 in Nürnberg; † 7. Juni 1878 in München) war ein deutscher Kupfer-, Stahl- und Mezzotintostecher.

## Leben
Andreas war der Sohn des Nürnberger Zeichners, Kupferstechers und Radierers Friedrich Fleischmann (1791–1834). Dieser brachte ihn an die von Albert Christoph Reindel geleitete Kunstschule in Nürnberg. Dort wurde Fleischmann ein Schüler von Philipp Walther. Sein jüngerer Bruder Jacob Fleischmann (1816–1866) war auch sein Schüler und war anschließend als Kupfer- und Stahlstecher in München und Paris tätig.
Fleischmanns Werke sind häufig mit einem aus den Buchstaben A und F zusammengesetzten Monogramm signiert.

## Werke

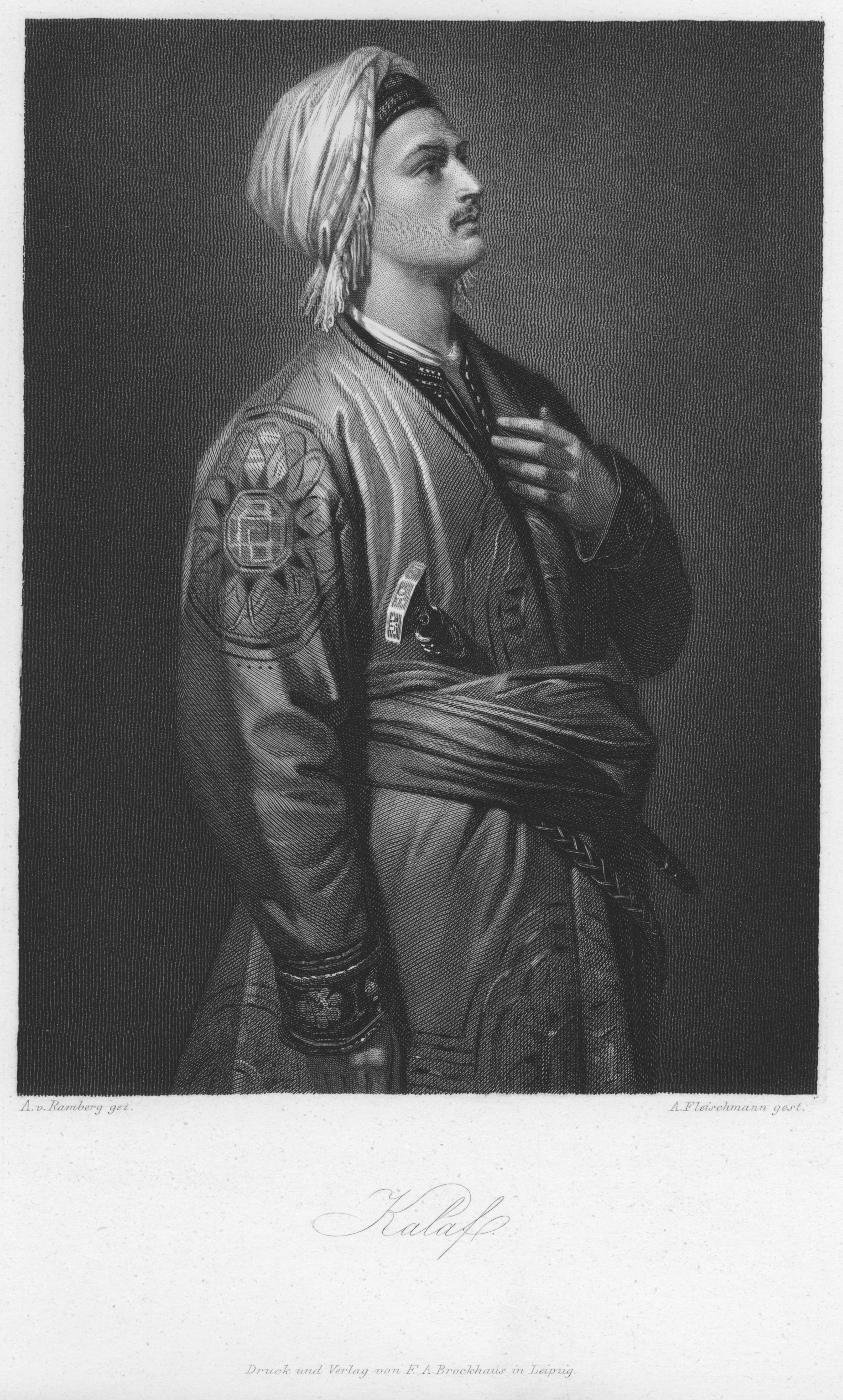
Kalaf aus Turandot
Stahlstich nach Ramberg; Schiller-Galerie, um 1859

1852/53 ging Fleischmann nach München und arbeitete anfangs für Ferdinand Piloty und Löhle, die die Königliche Bayrische Private Kunstanstalt von Piloty & Löhle in München betrieben, in der Alten Pinakothek, wo er Stiche nach Antonio da Correggio und Robusti schuf.
- Anschließend arbeitete Fleischmann für König Ludwigs Album und schuf Stiche nach Hermann Anschütz, E. Rietschel, Johann Baptist Kirner, Carl Reinhardt, F. Piloty und Prätorius.[1]
- Er stach 23 Brustbilder in Folio nach Joseph Karl Stieler für die Schönheitengalerie König Ludwigs.[1]
- Für Friedrich Pechts und Arthur von Rambergs Schiller-Galerie zu den Werken von Friedrich Schiller schuf Fleischmann 6 Blätter.[1][6]
- Einzelne Stiche entstanden nach Carl Hübner, Friedrich Hiddemann, C. Kreul, Bischof, J.A. Vermeersch, D. Wilkie und F.W. Schoen.[1]
- Je ein Stich existiert von den Schauspielern Eduard Devrient als Marquis Posa
- sowie von Fanny Janauschek als Medea.[1]